# Eremurus altaicus
Eremurus altaicus är en grästrädsväxtart som först beskrevs av Pall., och fick sitt nu gällande namn av Christian von Steven. Eremurus altaicus ingår i släktet Eremurus och familjen grästrädsväxter. Inga underarter finns listade i Catalogue of Life.